# El navegant
 
El navegant (títol original: The Navigator: A Medieval Odyssey) és un llargmetratge de 1988, coproduït entre Austràlia i Nova Zelanda, dirigida per Vincent Ward. Va guanyar nombrosos premis en aquests dos països, incloent l'Australian Film institute Award a la millor pel·lícula i diversos premis en festivals europeus de cinema fantàstic. Ha estat doblada al català

## Argument
Durant la Pesta negra d'Anglaterra del segle xiv, la gent d'un remot poble de muntanya escolta amb temor les notícies de l'avanç de la mortal pesta. En un intent de detenir la infecció, confien en les visions d'un noi, anomenat Griffin, amb fama de veure més alla. Amb el suport de l'aventurer més famós del poble, Connor, a qui Griffin idolatra, un grup de veïns viatja a una caverna propera amb el propòsit de portar mineral de coure amb el qual forjar una creu que, seguint les visions del noi, posaran en el campanar més alt com una ofrena per a la protecció de Déu.
Quan la lluna plena surt, els veïns troben una escala en un túnel de la mina que els porta a la Nova Zelanda actual. La pel·lícula passa del blanc i negre al color. Els viatgers es meravellen davant la tecnologia que ells creuen pròpia d'una gran ciutat, sense preguntar-se en quin any estan. Però Griffin està preocupat: ha tingut un fosc pressentiment.

## Repartiment
- Bruce Lyons: Connor
- Chris Haywood: Arno
- Hamish McFarlane: Griffin
- Marshall Napier: Searle
- Noel Appleby: Ulf
- Paul Livingston: Martin
- Sarah Peirse: Linnet
- Mark Wheatley: Tog 1
- Tony Herbert: Tog 2
- Jessica Cardiff-Smith: Esme
- Roy Wesney: Avi
- Kathleen-Elizabeth Kelly: Àvia
- Jay Saussey: promesa de Griffin
- Charles Walker: Vell Chrissie
- Desmond Kelly: Smithy
- Bill Li Marquand: Tom
- Jay Laga'aia: Jay
- Norman Fairley: capità de Submarí
- Alistair Babbage: Grigor
- Barron Cristiano: Capità de Submarí americà

## Desenvolupament i producció
La idea per a la pel·lícula es va originar quan Ward va intentar creuar una autopista i va quedar atrapat en el mig. Això el va portar a preguntar-se que suposaria per a una persona de l'edat mitjana trobar-se al Segle XX. Ward també es va inspirar en un reportatge sobre una tribu de Papua Nova Guinea que va visitar una ciutat australiana, i en el mite infantil que cavant a través de la terra surts per l'altre costat. El guió original era una comèdia.

## Rebuda
Escollida per a competició el 1988 al Festival de cinema de Canes, i malgrat no va guanyar cap premi, va rebre cinc minuts d'ovació. Caryn James del New York Times va descriure la pel·lícula com "una fosca i emocionant fantasia que situa a Ward entre els més innovadors fabricadors de pel·lícules". A Rotten Tomatoes la pel·lícula va rebre un 80%.

### Premis
- Fantafestival, Roma: Premi del Jurat, millor pel·lícula [10]
- Festival Internacional de Cinema Fantàstic de Catalunya: millor pel·lícula[11]
- Festival internacional de cinema de Fantasia, Múnic: millor pel·lícula.
- Premis d'Institut de cinema australians: millor pel·lícula, millor direcció, millor fotografia, muntatge, vestuari, Disseny de Producció.
- Fantasporto, Portugal: millor pel·lícula (1989)[7]

## Crítica
El crític de cinema Russell Campbell va argumentar que la pel·lícula era part de la tradició surrealista que rebutja el "racionalisme" encarnat en les armes nuclears.